# Novoselîțea, Mirhorod
Novoselîțea (în ucraineană Новоселиця) este un sat în comuna Cerevkî din raionul Mirhorod, regiunea Poltava, Ucraina.

## Demografie
Componența lingvistică a localității Novoselîțea
     Ucraineană (100%)
Conform recensământului din 2001, toată populația localității Novoselîțea era vorbitoare de ucraineană (100%).